# Archeparchie pittsburská
Archieparchie Pittsburgh je archieparchie Rusínské řeckokatolické církve, nacházející se v USA.

## Území
Eparchie zahrnuje všechny rusínské věřící v Ohiu, Oklahomě, Louisianě, Pensylvánii, Tennessee, Texasu a Západní Virginie.
Eparchiálním sídlem je město Pittsburgh a v Munhallu se nachází hlavní chrám Katedrála svatého Jana Křtitele.
Zahrnovala 76 farností. K roku 2012 měla 58 200 věřících, 63 eparchiálních kněží, 9 řeholních kněží, 22 trvalých jáhnů, 12 řeholníků a 69 řeholnic. *** K roku 2020 měla v 73 farnostech 58.100 věřících, 53 eparchiálních + 5 řeholních kněží, 24 trvalých jáhnů, 6 řeholníků a 41 řeholnic .

## Církevní provincie

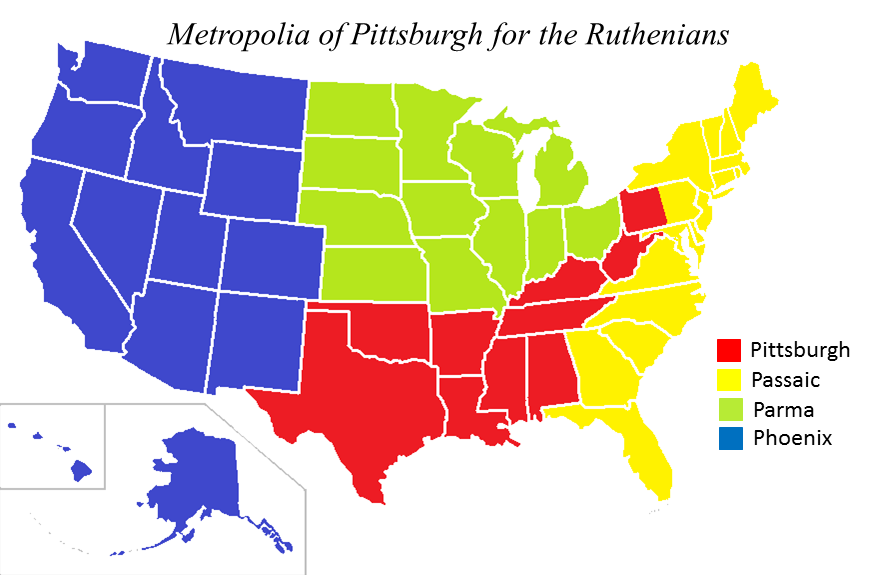
Mapa církevní provincie Pittsburgh.

Součástí církevní provincie jsou všechny rusínské eparchie na území USA a Kanady:
- Metropolitní archieparchie Pittsburgh
  - Eparchie Ochrany Panny Marie ve Phoenixu
  - Rusínská eparchie Parma
  - Rusínská eparchie Passaic
  - Exarchát svatých Cyrila a Metoděje byzantského obřadu v Torontu, Kanada.

## Historie
Dne 8. května 1924 byl založen apoštolský exarchát Spojených států amerických.
Dne 6. července 1963 byl exarchát bulou Cum homines papeže Pavla VI. povýšen na eparchii Pittsburgh a z části jejího území byla vytvořena Eparchie Passaic.
Dne 21. února 1969 byla eparchie bulou Quandoquidem Christus papeže Pavla VI. povýšena na metropolitní archieparchii Munhall a z další část jejího území dala vzniknout Eparchii Parma.
Dne 11. března 1977 získala současné jméno.

## Seznam biskupů a arcibiskupů
- Basil Takach (1924-1948)
- Daniel Ivancho (1948-1954)
- Nicholas Thomas Elko (1955-1967)
- Stephen John Kocisko (1967-1991)
- Thomas Victor Dolinay (1991-1993)
- Judson Michael Procyk (1994-2001)
- Basil Myron Schott (2002-2010)
- William Charles Skurla (od 2012)